# Evi Romen
Evi Romen (* 26. April 1967 in Bozen, Südtirol) ist eine österreichische Filmschaffende. Sie arbeitete viele Jahre als Filmeditorin und Drehbuchautorin, seit 2020 auch als Regisseurin.

## Leben
Evi Romen ist in Südtirol aufgewachsen. Sie spielte Cello und Klavier, studierte am Konservatorium "Claudio Monteverdi" in Bozen und "sollte Konzertpianistin werden". Auch fotografierte sie: Beim Besuch einer Sommerakademie für Fotografie sei einer der Unterrichtenden auf ihre Arbeiten aufmerksam geworden und habe für diese den Begriff "filmische Montage" gewählt. So sei ihr Interesse für Film geweckt worden, und sie habe "neben der Schule in einem Programm-Kino gearbeitet", bevor sie an der Filmakademie Wien Kamera und Schnitt studierte. Sie ist seit Anfang der 1990er Jahre für Film- und Fernsehproduktionen tätig und zählt 2021 "zu Österreichs bedeutendsten Film-Editorinnen", ihre Werkliste umfasst u. a. Das ewige Leben, Der Knochenmann, Silentium und Komm, süßer Tod von Wolfgang Murnberger, Casanova Variations (Regie: Michael Sturminger) und Blutrausch (Regie: Thomas Roth).
Romens Regiedebüt war der Spielfilm Hochwald (2020). In dem "modernen Heimatfilm" werden "komplexe Fragen von Identität und Sinnsuche, Provinzialismus und Zugehörigkeit verhandelt".
Evi Romen war mit David Schalko verheiratet.
Sie arbeitet an ihrem zweiten Film Happyland. Über das Projekt wurde 2020 publik, der Film widme sich einer Frau um die Fünfzig „who returns to her village following a short career as an alternative pop singer in London“.

## Auszeichnungen
- 2011: Diagonale-Preis Schnitt für Mein bester Feind[9]
- 2016: Österreichischer Filmpreis, Bester Schnitt, für Casanova Variations

- 2017: Carl-Mayer-Drehbuchpreis[10]
- 2020: Goldenes Auge beim Zurich Film Festival[11]
- 2021: Diagonale-Preis (Bester Spielfilm) für Hochwald[12]

## Filmografie (Auswahl)

### Als Drehbuchautorin
- 1999: Eine ehrbare Frau
- 2001: Ich und die großen Tiere vom Film
- 2017: Abgetaucht
- 2019: M – eine Stadt sucht einen Mörder (Fernsehserie, 6 Folgen, gemeinsam mit David Schalko)
- 2020: Hochwald
- 2025: Happyland

### Als Regisseurin
- 2020: Hochwald
- 2023: Tatort: Was ist das für eine Welt
- 2025: Happyland

### Als Filmeditorin (Auswahl)
- 1993: Es war doch Liebe (Kino)
- 1997: Blutrausch (Kino)
- 1998: Helden in Tirol (Kino)
- 1999–2003: Julia – Eine ungewöhnliche Frau (Fernsehserie, 25 Folgen)
- 2000: Die Nichte und der Tod (Fernsehfilm)
- 2000: Kaliber Deluxe (Kino)
- 2000: Komm, süßer Tod (Kino)
- 2002: Brüder
- 2002: Taxi für eine Leiche
- 2004: Silentium (Kino)
- 2005: Vier Frauen und ein Todesfall (Fernsehserie)
- 2007: Tatort: Tödliche Habgier
- 2008: Der Knochenmann (Kino)
- 2009: Aufschneider
- 2010: Mein bester Feind (Kino)
- 2011: Wie man leben soll (Kino)
- 2011: Braunschlag (Fernsehserie)
- 2013: Casanova Variations (Kino)
- 2014: Der stille Berg (Kino)
- 2014: Das ewige Leben (Kino)
- 2014: Steirerblut
- 2015: Luis Trenker – Der schmale Grat der Wahrheit
- 2016: Kästner und der kleine Dienstag
- 2018: Steirerkind
- 2018: Achterbahn